# Монастырская 2-я
 Монастырская 2-я — деревня в Лямбирском районе Мордовии в составе  Протасовского сельского поселения.

## География
Находится на расстоянии примерно 22 км на восток-северо-восток от города Саранск.

## История
Известна с 1724 года, принадлежала Саранскому Богородицкому девичьему монастырю и московскому Высоко-Петровскому мужскому монастырю.  Учтена в 1869 году как казенная деревня Саранского уезда из 75 дворов

## Население
Постоянное население составляло 54 человека (русские 96%) в 2002 году, 23 в 2010 году .